# Cnémida

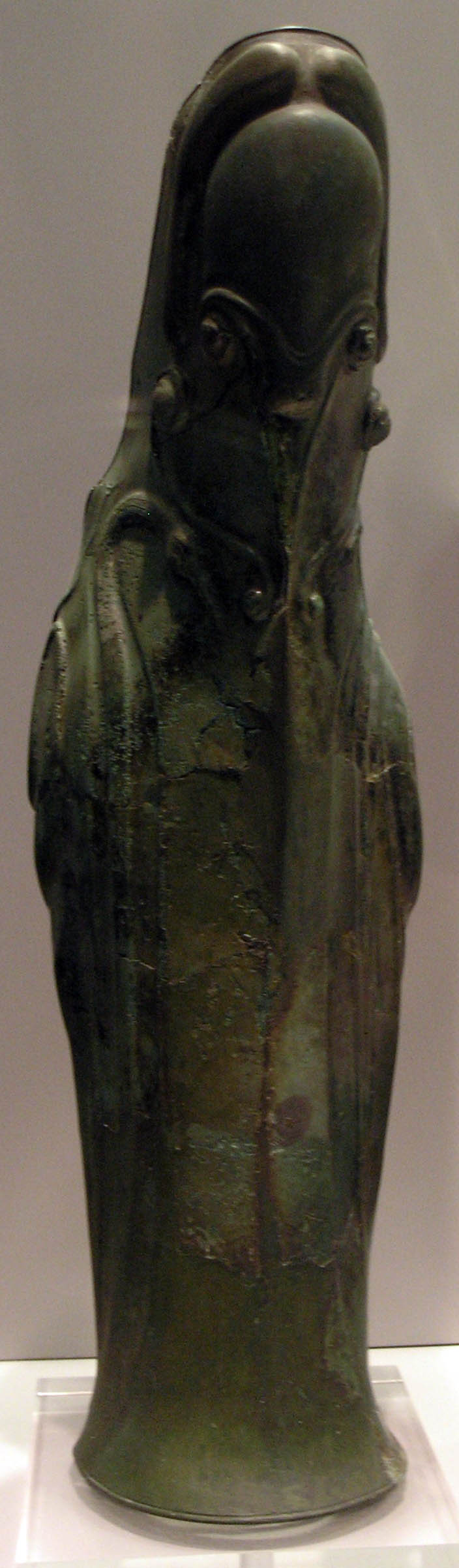
Cnémida conservada en el Museo Arqueológico Nacional de Atenas.

Las cnémidas (griego antiguo knêmis), también llamadas grebas, eran un elemento de protección de las tibias utilizados durante la Antigüedad en Grecia.

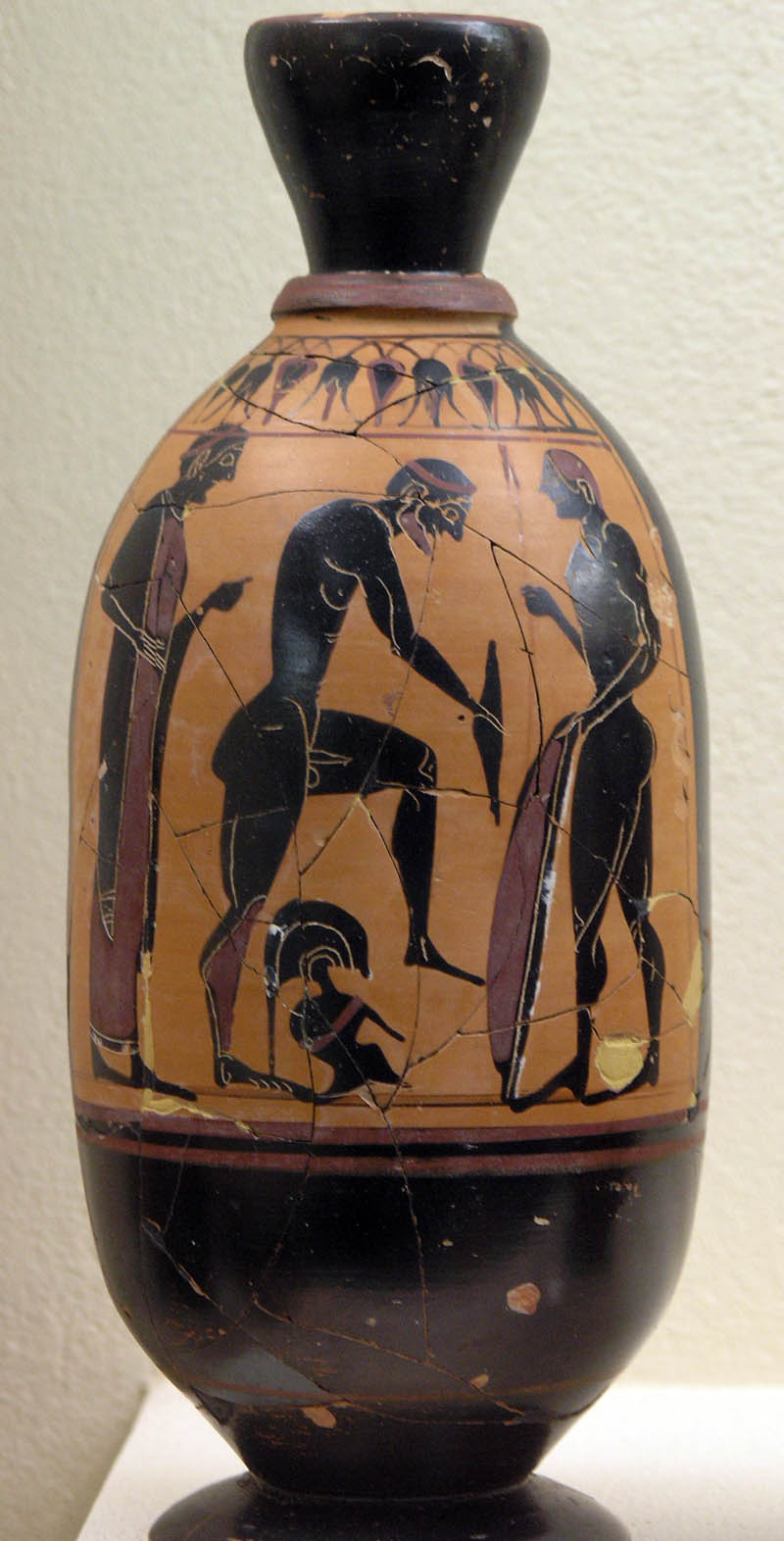
Guerrero calzándose una cnémida, Museo arqueológico del Cerámico.

Realizadas a partir de hojas de bronce martilleadas y eventualmente decoradas, estas espinilleras eran manufacturadas anatómicamente para cada combatiente. Adaptadas a la morfología de este, la elasticidad del metal las mantenía en su sitio alrededor de las pantorrillas y no necesitaban correas para fijarlas. Destinadas a proteger a los soldados de infantería pesada como los hoplitas durante el combate cuerpo a cuerpo, las cnémidas cubrían el conjunto de la parte inferior de las piernas, desde la articulación del tobillo hasta debajo de las rodillas y completaban el armamento defensivo constituido por el aspis, la coraza y el casco, no dejando, por lo tanto, ninguna parte de su cuerpo expuesta al adversario.
Para los hoplitas, ciudadanos de las tres primeras clases censitarias de Atenas, las cnémidas debían ser adquiridas como el resto del equipamiento a costa del combatiente.
En la Edad Media reciben el nombre de grebas.